# عبد الله بن عامر بن زرارة
عبد الله بن عامر بن زرارة أبو محمد ويقال أبو عامر الكوفي، الحضرمي. مولى الحضرميين. أحد رواة الحديث الثقات،. ذكره ابن حبان في كتاب الثقات، وقال: مستقيم الحديث. مات سنة سبع وثلاثين ومئتين.

## روايته للحديث النبوي
- روى عن: شريك بن عبد الله وأبيه عامر بن زرارة، وعبد الله بن الأجلح وعبد الرحيم بن سليمان وعبد السلام بن حرب وعبيدة بن حميد، وعلي بن عابس وعلي بن مسهر وعيسى بن إبراهيم العبدي، ومحمد بن فضيل والمطلب بن زياد، ومعلى بن هلال ووكيع بن الجراح ويحيى بن زكريا بن أبي زائدة وأبي بكر بن عياش.
- روى عنه: مسلم، وأبو داود، وابن ماجة، وأبو يعلى أحمد بن علي بن المثنى الموصلي، وأبو بكر أحمد بن عمرو بن أبي عاصم، وأبو زيد أحمد بن محمد بن طريف البجلي، وبقي بن مخلد الأندلسي، والحسن بن سفيان النسائي، والحسن بن علي بن شبيب المعمري، والحسين بن إسحاق التستري، وعبد الله بن أحمد بن حنبل، وعبدان الأهوازي، وأبو زرعة عبيد الله بن عبد الكريم الرازي، وأبو حاتم محمد بن إدريس الرازي، ومحمد بن صالح بن ذريح العكبري، ومحمد بن عبد الله الحضرمي، ومحمد بن عثمان بن أبي شيبة.[3]

## أقوال العلماء فيه
الجرح والتعديل
- قال أبو حاتم بن حبان البستي: مستقيم الحديث.
- قال أبو يعلى الموصلي: ثقة.
- قال ابن أبي حاتم الرازي: كوفى صدوق، روى عن شريك وعلى بن عابس، ويحيى بن زكريا بن أبي زائدة، وعبد السلام بن حرب، والمطلب بن زياد، سمع منه أبي في الرحلة الثانية سنة خمس وثلاثين ومائتين.
- قال ابن حجر العسقلاني: صدوق.
- قال الذهبي: ثقة.
- قال مصنفوا تحرير تقريب التهذيب: ثقة، فهو شيخ مسلم في الصحيح، وروى عنه الأئمة الثقات، أبو داود، ابن ماجة، وأبو يعلى الموصلي، وبقي بن مخلد، ولا نعلم فيه جرحا.